# Claude-Victor Perrin
Pour les articles homonymes, voir Perrin et Duc de Bellune.
 (octobre 2016).
Claude-Victor Perrin, duc de Bellune (1808), né le 7 décembre 1764 à Lamarche et mort le 1er mars 1841 à Paris, est un général français de la Révolution et un maréchal d'Empire. Tambour dans l'artillerie en 1781, puis grenadier dans la Garde nationale, l'ascension de Victor sous la Révolution est rapide : il est général de brigade à l'âge de 29 ans et fait avec brio la campagne d'Italie, ce qui lui vaut d'être remarqué par Bonaparte. Il gagne ensuite son grade de général de division et obtient le commandement en chef de l'armée de Batavie sous le Consulat. Il est également ambassadeur au Danemark de 1804 à 1806. 
Rappelé à l'armée, son intervention décisive à la bataille de Friedland, le 14 juin 1807, détermine l'Empereur à élever Victor à la dignité de maréchal d'Empire. Ce dernier est envoyé peu après en Espagne à la tête d'un corps d'armée, y alternant les succès — Espinosa, Uclès, Medellín — et les revers — Talavera, Chiclana et Cadix. Napoléon le rappelle à ses côtés en 1812 pour lui confier le 9e corps d'armée en vue de la campagne de Russie. En dépit de quelques échecs face aux forces russes, Victor s'illustre lors du passage de la Bérézina en résistant pied à pied aux attaques russes pour protéger la retraite de l'armée. Après avoir servi pendant les campagnes d'Allemagne en 1813 puis de France en 1814, il est grièvement blessé à la bataille de Craonne et n'exerce plus aucun rôle jusqu'à la fin des hostilités.
À la Première Restauration, Victor se rallie à Louis XVIII et le suit à Gand pendant les Cent-Jours. En récompense de sa fidélité, il est couvert d'honneurs et de décorations, et en 1821, fait son entrée au gouvernement en qualité de ministre de la Guerre. Il continue à servir sous Charles X mais refuse de prêter serment à Louis-Philippe en 1830. Il vit alors dans la retraite. Napoléon a émis ce jugement à son propos : « Victor est meilleur qu’on le suppose. Au passage de la Bérézina, il avait tiré très bon parti de son corps ».

## Biographie

### Origines et début de carrière
Victor est issu d'une famille bourgeoise native du plateau de Langres. Il est le fils de Charles Perrin, tenant d'une charge de fermier des domaines du roi (fils de Charles Perrin, huissier royal au bailliage de Lamarche, et de Gabrielle Guérin) et de Marie-Anne Floriot, fille d'un fermier des domaines du roi. Le 16 octobre 1781, il entre, à dix-sept ans, comme tambour dans le régiment de Grenoble artillerie (plus tard 4e régiment d'artillerie) à Grenoble. Rachetant son congé absolu le 1er mars 1791, moyennant la somme fixée par les ordonnances, il quitte l'armée, se fixe à Valence où il se marie et devient employé à la municipalité de Valence où travaille son beau-père.

### Sous la Révolution

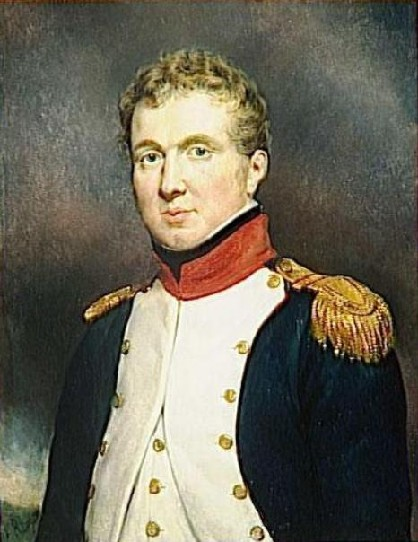
Claude-Victor Perrin, lieutenant-colonel du 5e bataillon de volontaires des Bouches-du-Rhône en 1792, Georges Rouget, 1835.

Il fait partie de la Garde nationale de cette ville comme grenadier et le 21 février 1792, il est nommé adjudant du 3e bataillon de volontaires de la Drôme. Il y sert jusqu'au 4 août, quand il est promu au grade d'adjudant-major capitaine dans le 5e bataillon de volontaires des Bouches-du-Rhône. La déclaration de la patrie en danger le conduit aux frontières. Il s'élève en peu de temps au grade de chef de bataillon au même corps le 15 septembre. Il rejoint l'armée d'Italie pour les campagnes de 1792 et 1793. Victor fait ses premières armes sous les ordres du général d'Anselme, dans le comté de Nice et au combat de Coaraze, culbutant avec son seul bataillon un corps de 3 000 Piémontais.
Après ces deux campagnes, Victor est envoyé au siège de Toulon. À son arrivée, on lui donne le commandement d'un bataillon de chasseurs à la tête duquel il rend d'importants services au sein de la division Lapoype. Il rencontre Napoléon Bonaparte. Le 2 octobre, il est nommé provisoirement au grade d'adjudant-général. Le 1er décembre il se distingue lors de la prise du fort du Mont Faron. Sa conduite dans cette journée est appréciée par les représentants du peuple Salicetti et Gasparin, qui le nomment adjudant-général chef de brigade sur le champ de bataille. Il est immédiatement chargé du commandement des troupes formant l'aile droite de l'armée de siège. Quelques jours plus tard, le 17 décembre, il est grièvement blessé au ventre en s'emparant de la redoute britannique l'Éguillette, dite le « Petit Gibraltar ». Il est promu général de brigade à titre provisoire le 20 décembre 1793, avec Bonaparte, Brûlé, sur demande des représentants Salicetti, Barras, Fréron et Ricord.
À peine guéri de ses blessures, il est employé à l'armée des Pyrénées orientales, où il fait les campagnes de l'an II et III. Sous les ordres de Pérignon, il s'illustre à la Bataille de la Sierra Negra : chargé d'une fausse attaque sur Espolla, par le col de Banyuls, le 27 brumaire an III, il la dirige avec une grande habileté et concourt à la prise des retranchements de cette place et de ceux de Saint-Clément. Il assiste aux sièges et aux diverses attaques du fort Saint-Elme et de Collioure. Il est ensuite chargé de surveiller les travaux de réparation de ces places, de l'établissement des batteries côtières et de la garde des frontières d'Espolla et de Roses. Il commande une brigade au siège de cette dernière ville, et se trouve à sa capitulation le 2 janvier 1795.

### Passage à l'armée d'Italie
Confirmé dans son grade de général de brigade, par arrêté du gouvernement du 13 juin de la même année, il passe à l'armée d'Italie en l'an IV. Le 2 octobre 1795, l'avant-garde piémontaise a pris position sur un mamelon, en face de Borghetto, et a commencé à s'y retrancher pour y élever des batteries de gros calibre. Le général Masséna ordonne au général Victor, commandant la 1re subdivision de droite, de détruire ces ouvrages. Dans la nuit du 2 au 3, Victor fait entourer le mamelon par deux colonnes, tandis que 100 grenadiers et 200 chasseurs, placés en observation, devaient empêcher les secours d'arriver. Le mamelon est enlevé, les soldats français sautent dans les retranchements et tuent tout ce qui s'y trouve. Quelques hommes seulement se sauvent à la faveur de la nuit. Les retranchements sont abattus, et quelques prisonniers sont ramenés.
Les 22, 23 et 24 novembre 1795, il contribue à la défaite des Autrichiens et des Piémontais à Loano et sur le Tanaro, le 14 avril 1796, à celle du général Provera, au château de Cosseria, et le 15 avril, à la déroute du général Vukasović à Dego.

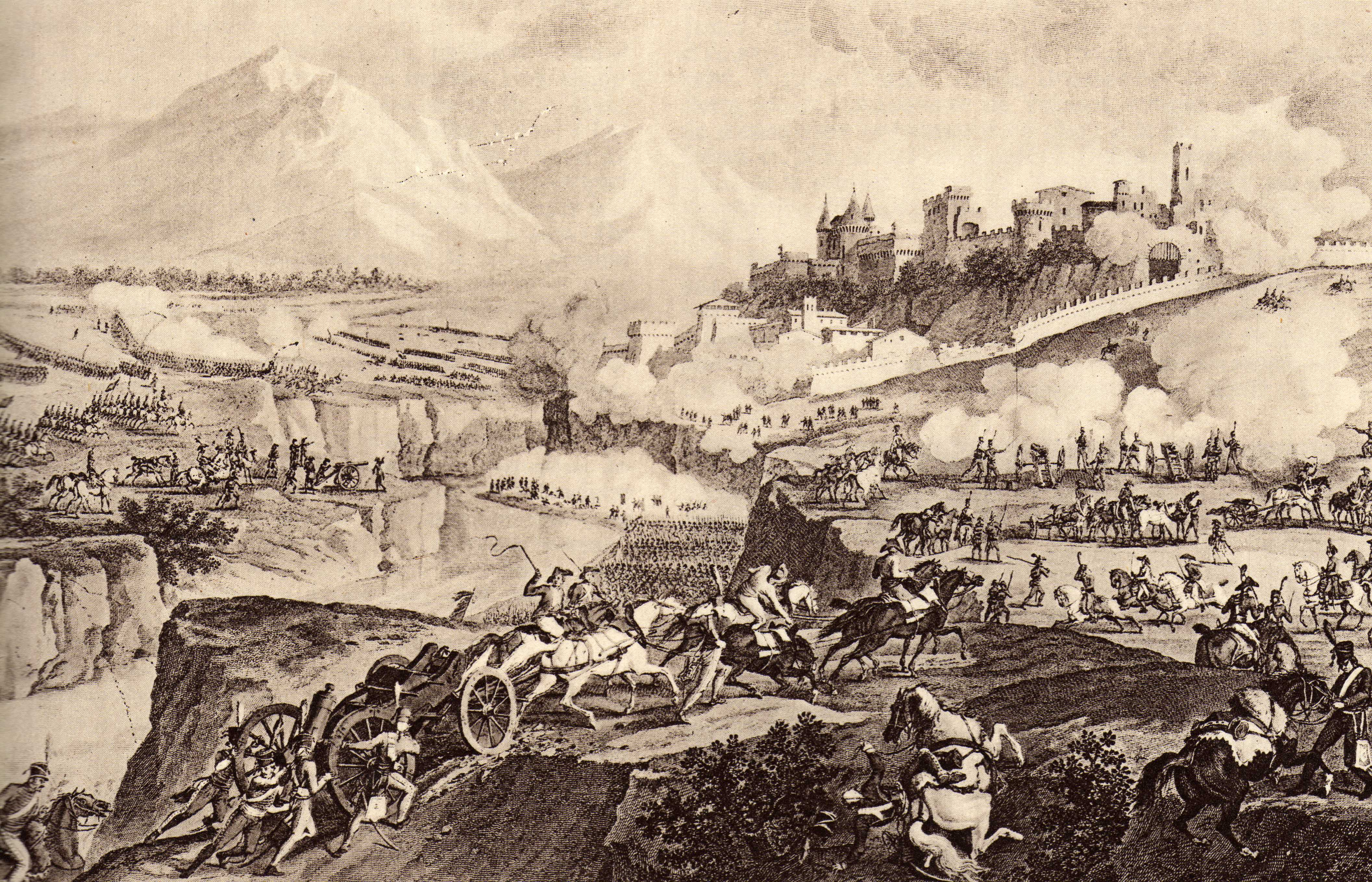
La bataille de Rovereto, 4 septembre 1796. Gravure de l'époque, tirée de l’Histoire de l'armée française du colonel Revol.

Le 6 août 1796, au combat de Peschiera, le général Victor, à la tête de la 18e demi-brigade, culbute les Austro-Piémontais, leur enlève 12 pièces de canon. Le 4 septembre 1796, au combat de Ponte San Marco, avec la même demi-brigade, il perce la ligne ennemie par le grand chemin ; la résistance est longue et opiniâtre ; pendant ce temps, le général Vaubois attaque le camp de Mori ; après deux heures d'un combat acharné, le général Victor peut entrer, au pas de charge, dans la grande rue de Roveredo, et les Autrichiens évacuent la place, en laissant une grande quantité de morts et de prisonniers.
Le 11 septembre, il est envoyé avec sa brigade, pour compléter sur la rive droite de l'Adige l'investissement de Porto-Legnago, que le général Augereau cerne déjà sur la rive gauche et qui capitule le 13 septembre. À l'affaire qui eut lieu le 15 septembre, le général Victor culbute les troupes qui couvrent Saint-Georges et entre dans ce faubourg pêle-mêle avec elles. Un bataillon de la 18e y est chargé par deux escadrons de cavalerie autrichienne ; non seulement les soldats français soutiennent avec beaucoup de résolution cette charge impétueuse, mais ils poussent à leur tour les cavaliers avec tant de vigueur que tous ceux qui ne sont pas tués ou blessés mettent bas les armes et se rendent prisonniers. À l'affaire de Cerea, l'armée française est vigoureusement pressée par le général Wurmser ; Victor, avec un bataillon de grenadiers, rétablit le combat, dégage l'armée, repousse les Autrichiens, fait un grand nombre de prisonniers et reprend les canons qui ont été enlevés aux Français. Le 15 février 1797, il partage la gloire de l'armée et le succès qu'elle obtient à la bataille de Saint-Georges, où il est blessé, et il contribue puissamment, à la tête des 18e et 57e demi-brigades, au gain de celle de la Favorite, où il fait mettre bas les armes à la division Provera, forte de 7 000 hommes.

### Général de division
Le général en chef Napoléon Bonaparte, qui apprécie son audace, le nomme provisoirement général de division sur le champ de bataille, et en rend compte au Directoire qui confirme cette nomination par son arrêté du 18 janvier 1797. Le général Victor marche ensuite sur Bologne avec un corps de troupes suivi d’une réserve de grenadiers sous les ordres du général Lannes. Il s'empare d'Imola et se porte ensuite sur le Senio où se sont retranchés 3 à 4 000 hommes des troupes du pape. Les Pontificaux sont culbutés et mis en déroute au premier choc et perdent 4 à 500 hommes, huit drapeaux, 14 pièces de canon et plusieurs caissons de munitions. Ils se réfugient dans Faënza, mais ouvrent les portes aux Français dès qu'ils se présentent. Le général Victor continue sans obstacles sa marche sur Ancône. Il parait devant la place et s'en empare sans coup férir, le 9 février 1797, y prenant 120 bouches à feu et plus de 4 000 fusils. Lors de l'insurrection des États de Venise, il rejoint le général Kilmaine qui est à Vérone. Il se porte ensuite sur Vicence, et le 28 avril, ses troupes campent devant Trévise et Padoue. Lorsque l'armée se trouve réunie dans les provinces de terre ferme, Victor rétrograde sur l'Adige et prend position le long de la rivière.

### En France puis retour en Italie
Pendant que ces événements se passent à l'extérieur, le coup d'État du 18 fructidor an V (4 septembre 1797) permet au Directoire de mettre à l'écart les royalistes du club de Clichy. Des adresses de félicitations arrivent de toutes parts au gouvernement. Après le traité de Campo-Formio, le 17 octobre 1797, le général Victor rentre en France. Il est employé à l'armée d'Angleterre le 12 janvier 1798, passe au commandement de la 2e division militaire (Nantes) le 17 mars, en remplacement du général Grouchy, et retourne à l'armée d'Italie le 3 mai 1798.
Il est renvoyé en Italie, où il prend part à la reconquête du Piémont, se trouve avec sa division aux batailles de Sainte-Lucie le 26 mars 1799, de Villafranca le 5 avril, jour de la bataille de Magnano), d'Alexandrie le 12 mai. Il est blessé à la bataille de la Trebbia, les 17 et 19 juin 1799. Le lendemain, 20 juin, la division Victor défend, avec une grande énergie, le poste de Sainte-Marguerite qui est attaqué par les Autrichiens, et il les contraint à se retirer après avec des pertes considérables. Le 4 novembre suivant, à Fossano, il doit se retirer du champ de bataille sur ordre du général en chef Championnet, qui a remplacé Joubert mort à Novi. Il évacue également Valdigi, où il se maintenait avec succès, que sur l'invitation réitérée qui lui est faite par le même général.

### Sous le Consulat

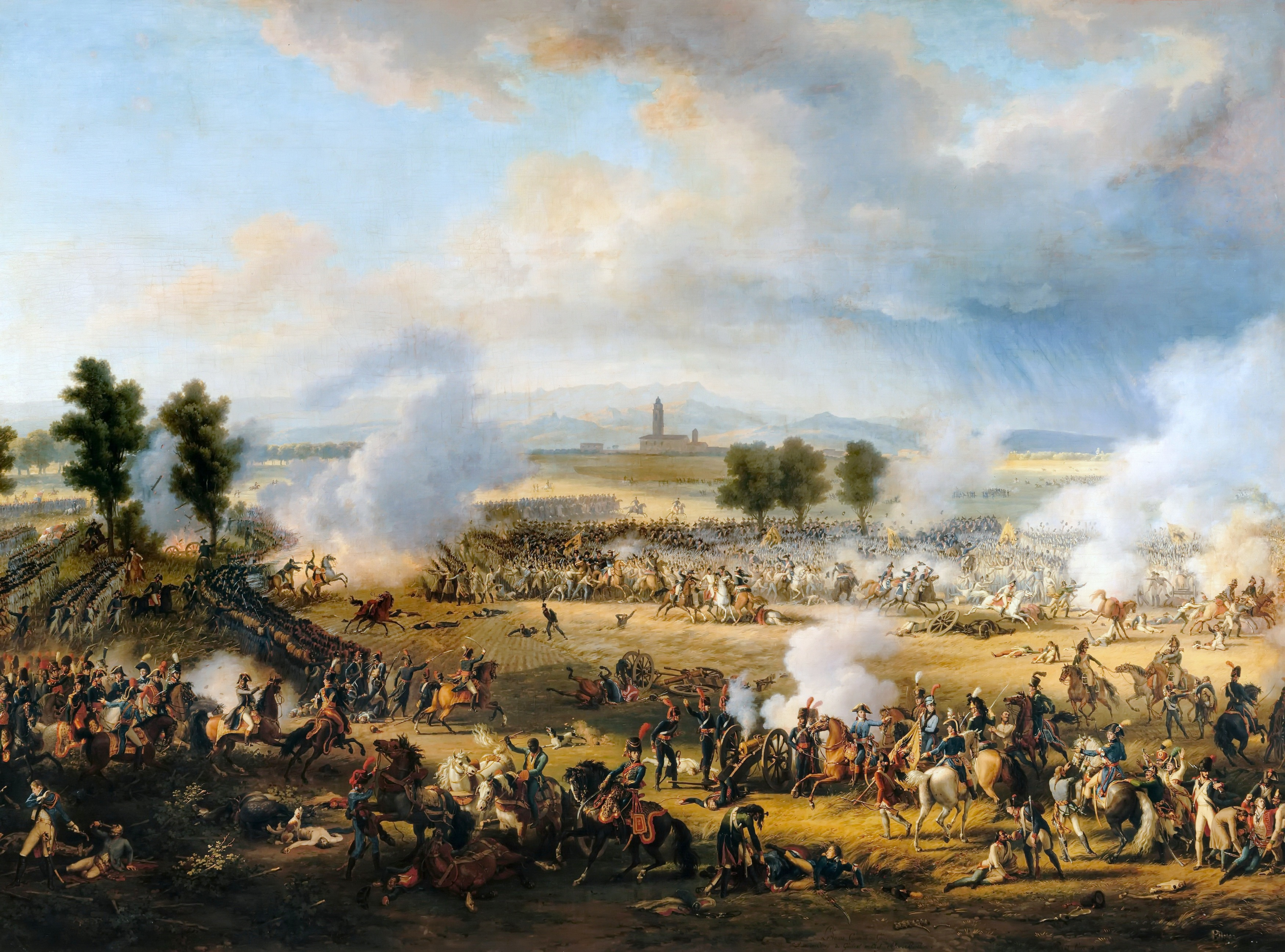
La bataille de Marengo, le 14 juin 1800. Huile sur toile de Louis-François Lejeune.

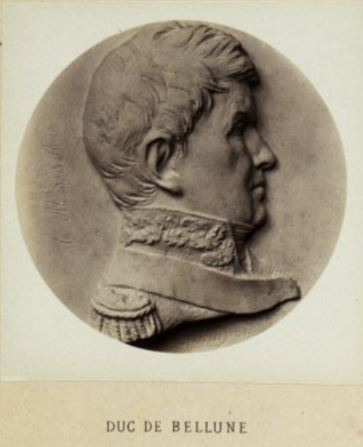
Médaillon par David d'Angers

Il s'illustre lors de la deuxième campagne de Bonaparte en Italie. Appelé le 17 mars 1800, au commandement d'une division de l’armée de réserve, il contribue aux succès remportés sur le Tessin et sur le Pô pendant les mois de mai et juin. Le 9 juin, il détermine le succès de la bataille de Montebello. Le 14 juin, à Marengo, placé en première ligne, il soutient pendant quatre heures les efforts de l'armée autrichienne, et contribue à la prise du village de Marengo. Il reçoit un sabre d'honneur le 6 juillet suivant.
Le 25 juillet 1800, il est nommé lieutenant général en chef de l'armée de Batavie, et exerce ces fonctions jusqu'au 9 août 1802. Il est nommé pour préparer une expédition en Louisiane, avec titre de capitaine général, mais ne part pas du fait de la perte de Saint-Domingue, des menaces de reprise des hostilités des Britanniques et de l'immobilisation de son escadre, prise dans les glaces à Berg-op-Zoom (Pays-Bas). Il conserve ce titre jusqu'au 6 juin 1803, lorsqu'il est rappelé au commandement en chef de l'armée de Batavie.

### Au service de l'Empire
Compris comme légionnaire de droit dans la 5e cohorte, il est mis en disponibilité le 23 avril 1804. Il est créé grand officier de la Légion d'honneur le 14 juin 1804, puis est nommé président du collège électoral du département de Maine-et-Loire. Envoyé comme ministre plénipotentiaire auprès du roi de Danemark le 19 février 1805, il reçoit la décoration de grand cordon de la Légion d'honneur le 6 mars de la même année.
Il est chargé d'observer les mouvements de troupes et de vaisseaux en mer Baltique. En 1806, lors de la rupture avec la Prusse, il quitte Copenhague vers la fin de septembre pour rejoindre la Grande Armée. Il est nommé chef de l'état-major général du 5e corps commandé par le maréchal Lannes. Le 10 octobre, il participe à la bataille de Saalfeld, puis le 14 octobre, à la bataille d'Iéna. Il est blessé par un biscaïen. Le 25 octobre, Victor reçoit, comme fondé de pouvoirs du maréchal Lannes, la capitulation de la forteresse de Spandau lors de la poursuite de l'armée prussienne. Le 26 décembre, il est à Pultusk. Puis, le 4 janvier 1807, il reçoit le commandement de la division polonaise de Dombrowski, ainsi que le commandement du Xe corps, nouvellement formé. Il se met aussitôt en marche pour aller faire le siège de Colberg et de Dantzig. Le 20 janvier 1807 alors qu'il se rend en voiture à Stettin, en compagnie de son aide-de-camp et d'un domestique, il est enlevé par un parti de 25 chasseurs prussiens commandés par Schill qui bat le pays. Échangé presque aussitôt contre Blücher le 8 mars 1807, par les soins de l'Empereur Napoléon, il est chargé le 23 mai du siège de Graudenz.
Le 6 juin, Victor remplace Bernadotte, blessé dans une escarmouche, à la tête du Ier corps d'armée. 8 jours plus tard le 14 juin 1807, il est à Friedland, où il dirige victorieusement la charge contre le centre russe. Il est fait maréchal d'Empire le 13 juillet 1807. Gouverneur de la Prusse et de Berlin le 9 août 1807 après la paix de Tilsitt, il devient duc de Bellune en septembre 1808, avant de partir pour l'Espagne. Pour le remercier de sa gestion honnête, les Berlinois lui offrent 2 millions or qu'il refuse, n'acceptant que 4 chevaux poméraniens pour ses attelages. Ce fait, gravé dans le marbre à Lamarche, permet de sauver 5 otages de Lamarche en 1870.

#### Campagne d'Espagne
Appelé au mois d'août suivant au commandement en chef du 1er corps destiné à opérer en Espagne, il se dirige aussitôt sur Bayonne. Il entre par brigades sur le territoire espagnol les 22, 23, 25, 27 et 29 du même mois. Son armée se trouve entièrement réunie à Vittoria et ses environs dans les cinq premiers jours de novembre. Il est vainqueur de Joaquin Blake à Espinosa les 10 et 11 novembre 1808. Cependant, il manœuvre mal à Somosierra, le 30 novembre, et il faut la charge des chevau-légers polonais de la Garde pour débloquer la situation. Le 2 décembre de la même année, le duc de Bellune concourt à la prise de Madrid et il se dirige sur Tolède. Lorsque Napoléon repart, il reste avec Joseph Bonaparte. Il est vainqueur à Uclès le 13 janvier 1809. Napoléon décide de l'entrée des troupes françaises en Portugal. Le 1er corps est envoyé sur les frontières de l'Estrémadure. Le 15 mars, il passe le Tage à Talavera de la Reina et à El Puente del Arzobispo. Le 16, il marche sur l'armée du général Cuesta et la rencontre, le 17, retranchée sur la Ybor. Le 18, la division Leval suit les Espagnols sur Valdecañas de Tajo et les force encore. Il est vainqueur à Medellín le 29 mars, où il bat le général Cuesta qui était parvenu à rallier son armée. Les Espagnols laissent près de 10 000 hommes sur le champ de bataille et perdent neuf drapeaux, 19 canons et 7 000 prisonniers. Il remporte également la bataille d'Alcabon le 26 juillet.

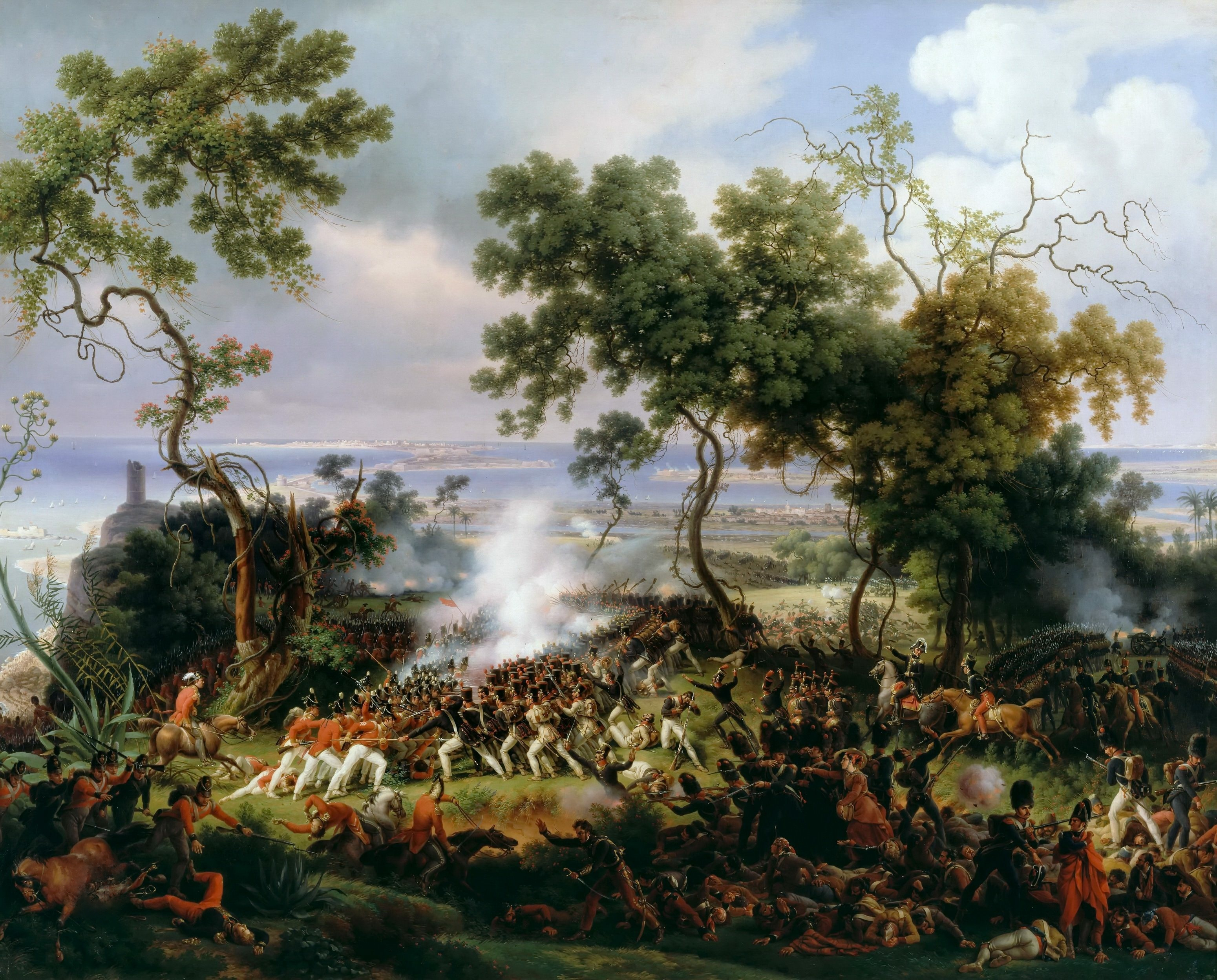
La bataille de Chiclana, 5 mars 1811. Huile sur toile de Louis-François Lejeune, 1822, château de Versailles.

Malgré ses succès décisifs, le maréchal Victor ne peut prendre part à l'invasion du Portugal. L'arrivée de nombreuses troupes anglo-portugaises rend sa présence indispensable sur la ligne de la Guadiana au Tage. Il est repoussé à Talavera, le 27 et 28 juillet. L'Empereur, reconnaissant des services rendus par le duc de Bellune, déjà richement doté par lui, ne l'oublie pas dans la distribution qu'il fait à ses généraux, en juillet 1809, des domaines du Hanovre, et lui fait don des terres de Harpstedt et d'Heiligenrode, d'un revenu de 23 045 francs 87 centimes de rentes. Après la victoire d'Ocaña, remportée par les Français le 18 novembre, le maréchal pénètre en Andalousie et traverse sans obstacles la Sierra depuis Almaden. Après avoir envoyé quelques reconnaissances sur Santa Eufemia et Belalcazar, il marche sans artillerie et sans bagages sur Andigar, où il rejoint les autres corps. Poursuivant son mouvement en avant, il entre le 23 dans Cordoue où il s'arrête quelques jours. De là, il se porte sur Séville, arrive en vue de ses murailles vers la fin de janvier 1810, y entre le 1er février et prend aussitôt la route de l'île de León dont il atteint les environs et forme le blocus le 5 du même mois.
Il commence ensuite le siège de Cadix, et pendant trente mois il fait échouer toutes les tentatives de l'ennemi mais ne peut, faute de moyens, occuper la ville. En 1811, un contingent de troupes anglo-espagnoles, fort d'environ 20 000 hommes et 24 pièces de canon, s'avance sur Chiclana. Avisé de ce mouvement, le maréchal Victor se porte vers l'ennemi avec environ 6 000 hommes. Le 5 mars, les Anglo-Espagnols se présentent sur la route de Chiclana. Dissimulant son infériorité numérique, Victor culbute l'avant-garde ennemie et l'accule à la mer. Un combat acharné s'engage sur le coteau de la Cabeza del Puerco, autrement dit de la Barrosa. L'ennemi perd 1 500 hommes et est obligé de rentrer à Santi-Pietri, laissant entre les mains des Français trois drapeaux et quatre canons. Le duc de Bellune ne voit pas la fin du siège de Cadix, puisqu'il est appelé à faire partie de la Grande Armée le 3 avril 1812, pour prendre le commandement du 9e corps de réserve, chargé de garder la voie Smolensk-Vilna.

#### Les dernières campagnes de l'Empire

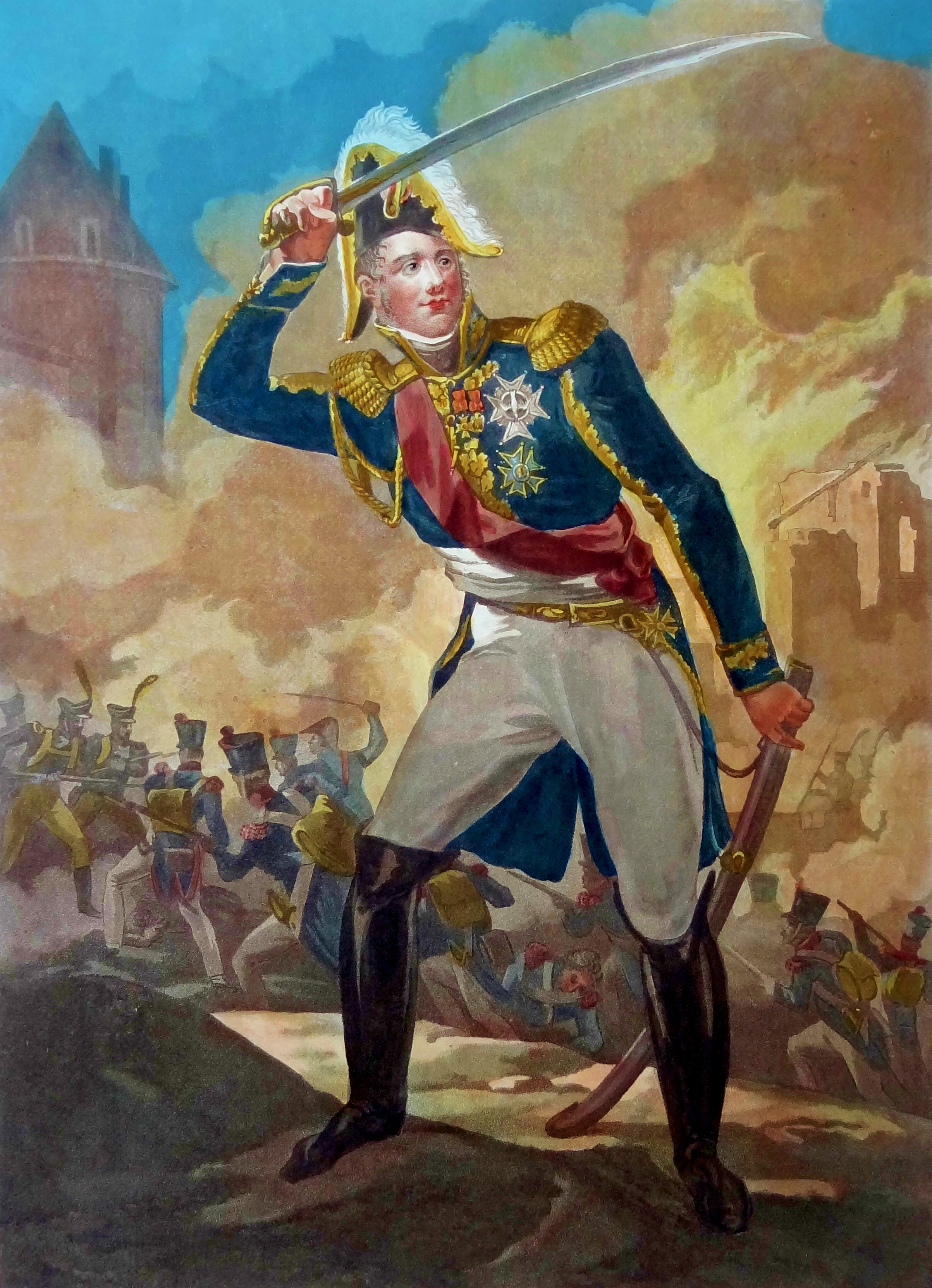
Le maréchal Victor, duc de Bellune. Gravure de Charon d'après Martinet, XIXe siècle.

Au mois d'août suivant, le 9e corps fort de 30 000 hommes, et destiné à former la réserve, part de Tilsitt pour se rendre à Vilnius, lors de la campagne de Russie. Victor est à sa tête, à l'arrière garde. Lors de la retraite de Moscou, il enlève, le 14 novembre, la position de Smoliani et s'y maintient malgré les efforts d'un corps de 45 000 Russes. Le 25, à la bataille de la Bérézina, il reçoit l'ordre de suivre le mouvement du duc de Reggio sur le pont de Studianka, de couvrir la retraite en formant l'arrière-garde et de contenir l'armée russe de la Dwina qui le suit. Il s'illustre en assurant le passage de la Bérézina, en gardant l'accès Est aux deux ponts et le sauvetage de ce qui reste de la Grande Armée, en retenant avec quelques milliers d'hommes les armées russes, à un contre cinq.
Repassant le Niémen avec les rescapés de son corps, le duc de Bellune est nommé commandant en chef du 2e corps de l'armée d'Allemagne le 12 mars 1813. Lors de la campagne d'Allemagne, il est chargé de défendre la ligne de l'Elbe. Le 27 août, il est à Dresde, mettant en déroute l'aile gauche des Alliés et permettant à Murat de faire de nombreux prisonniers autrichiens. À Wachau, le 16 octobre, il commande au centre et au sud du front français, poste qu'il occupe également, le 18 octobre, à Probstheida, durant la bataille de Leipzig. Le 30 octobre, enfin, il est à Hanau, où l'armée française se défait de son ancien allié, le Bavarois de Wrede.

##### En France

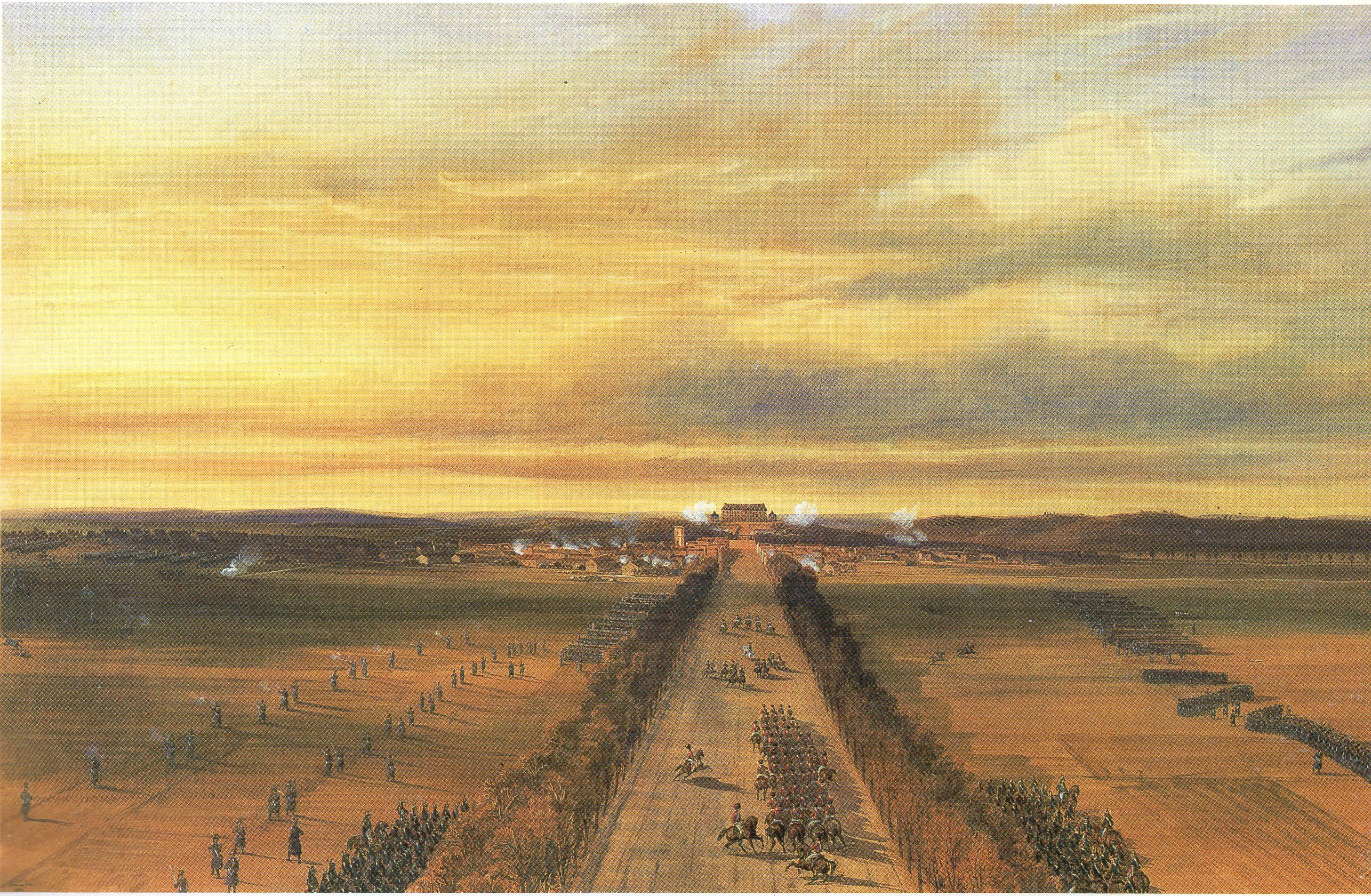
La bataille de Brienne, 29 janvier 1814. Peinture de Jean-Antoine Siméon Fort.

Après cette campagne, il prend le commandement du 2e corps destiné à protéger les frontières de l'Est contre l'invasion étrangère. Le territoire français est de nouveau envahi. D'abord chargé de défendre le Haut-Rhin à Strasbourg, Victor doit se replier par Saint-Dié, Baccarat, Lunéville, Nancy et Toul le 17 janvier 1814, sur Saint-Dizier le 25. Trop faible pour s'opposer efficacement aux masses qui se présentent, il se replie successivement sur la Moselle, sur la Meuse, sur l'Ornain et sur la Marne. Il est de toutes les batailles de la campagne de France, et participe au succès de la journée de Brienne, le 29 janvier 1814. Il prend le commandement du centre de l'armée, le 1er février suivant, à la bataille de La Rothière, où 36 000 Français luttent désespérément contre 106 000 hommes de l'armée de Silésie. Le 17 février, à Mormant, il met en déroute le corps du comte Piotr Petrovitch Pahlen, et bat le général bavarois Lamotte près de Valjouan. Il fait dans cette journée 3 000 prisonniers et enlève 16 pièces d'artillerie.
Il se voit cependant reprocher par l'Empereur son arrivée tardive à Montereau le 18 février 1814, et est remplacé par le général Gérard,. Pardonné par l'Empereur, il est mis à la tête de deux divisions de la Jeune Garde le même jour. Le 7 mars, à la bataille de Craonne, il est atteint d'un coup de feu qui le met hors de combat pendant trois mois, sur des béquilles.

### Première Restauration
Après l'abdication de l'Empereur, le duc de Bellune est nommé chevalier de Saint-Louis le 2 juin 1814, et Louis XVIII lui confie le gouvernement de la 2e division militaire le 6 décembre de la même année. Comme la plupart des autres maréchaux, il fait donc allégeance au roi Louis XVIII auquel il reste fidèle pendant les Cent-Jours, le rejoignant à Gand.

### Cent-Jours
Lors de la rentrée en France de l'Empereur, le maréchal se rend dans son gouvernement, et le 10 mars 1815, il est à Sedan, restant fidèle aux Bourbons. Le maréchal part ensuite pour Châlons-sur-Marne, où il arrive le 16. De là il se dirige sur Paris où il passe les journées des 17 et 18. Quittant Paris le 19, le maréchal arrive le 20 à Châlons, où il trouve toutes ses troupes rassemblées. Le bruit de l'arrivée de l'Empereur à Paris l'engage à porter une partie de son corps d'armée sur la rive droite de la Marne, dans les diverses directions de Paris. Mais les troupes, informées de la marche triomphale de l'Empereur, prennent tour à tour les couleurs nationales avec le général Rigau et manifestent leur peu de sympathie pour le gouvernement des Bourbons. Le duc de Bellune, voyant son autorité discutée, craignant d'être arrêté, prend la fuite et rejoint le roi.

### Seconde Restauration

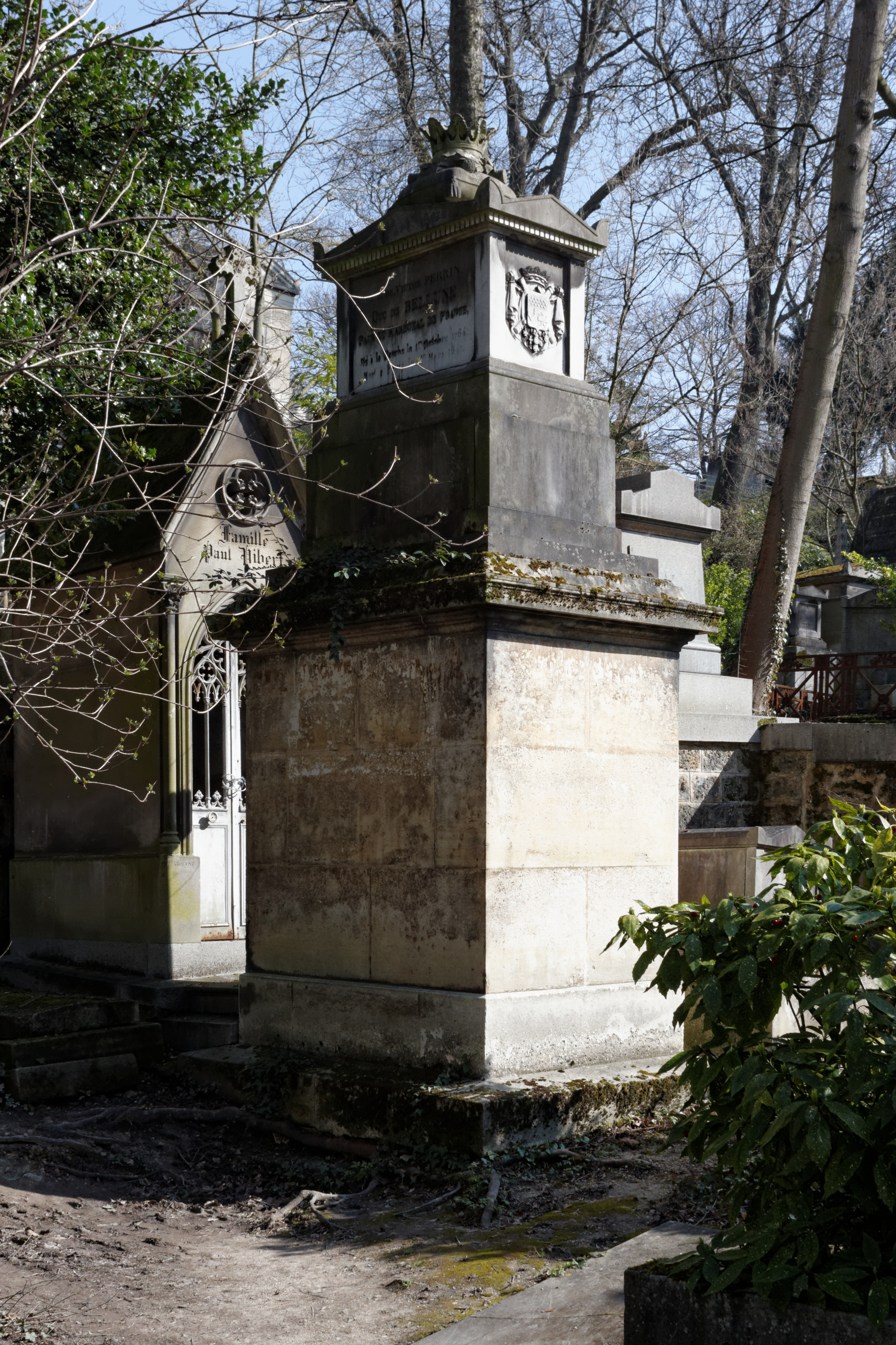
Tombe du maréchal Victor au cimetière du Père-Lachaise.

Le 8 juillet 1815, Victor revient à Paris, avec Louis XVIII. Le 8 septembre, il est nommé major-général de la Garde royale (commandement en alternance avec Macdonald, Oudinot et Marmont), puis le 17 août, pair de France. Il vote la mort de Ney au procès de son ancien compagnon d'armes : il dira regretter ce vote, et pendant 26 ans, fait de chaque 7 décembre un jour de pénitence. Il est également nommé le 12 octobre 1815, président de la commission chargée d'examiner les services des officiers ayant servi Napoléon durant les Cent-Jours. Le 10 janvier 1816, le duc de Bellune est pourvu du gouvernement de la 16e division militaire, commandeur de l'ordre de Saint-Louis, et grand-croix après le mariage du duc de Berry, dont il signe le contrat, puis enfin chevalier commandeur de l'ordre du Saint-Esprit.
Ministre de la Guerre du 14 décembre 1821 au 19 octobre 1823, il prépare l'expédition d'Espagne de 1823. Il est nommé major-général de l'armée d'Espagne le 17 mars. Cependant, le duc d'Angoulême ne l'agréant pas, il reprend son portefeuille et entre dans le conseil privé. Commandant en chef du camp de Reims au sacre de Charles X, membre du conseil supérieur de la guerre en 1828, il ne prête pas serment en 1830 au nouveau gouvernement et est exclu de la Chambre des pairs. Légitimiste jusqu'en 1830, il s'oppose à Louis-Philippe, mais, miné par ses blessures, il meurt en 1841, trois mois après le retour des cendres de l'Empereur. Il est inhumé au cimetière du Père-Lachaise (17e division). Son nom figure sur l'Arc de triomphe de l'Étoile à Paris et un des boulevards des Maréchaux de Paris porte son nom (le boulevard Victor).
Des papiers personnels du maréchal Claude-Victor Perrin sont conservés aux Archives nationales sous la cote 217AP.

## Personnalité
Brave et intrépide, il n'était pas un grand stratège et devait beaucoup de sa carrière à l'amitié que lui portait Napoléon depuis le siège de Toulon. Il ne se priva pourtant pas d'adresser ses opinions critiques à l'Empereur.

## Mariage et descendance

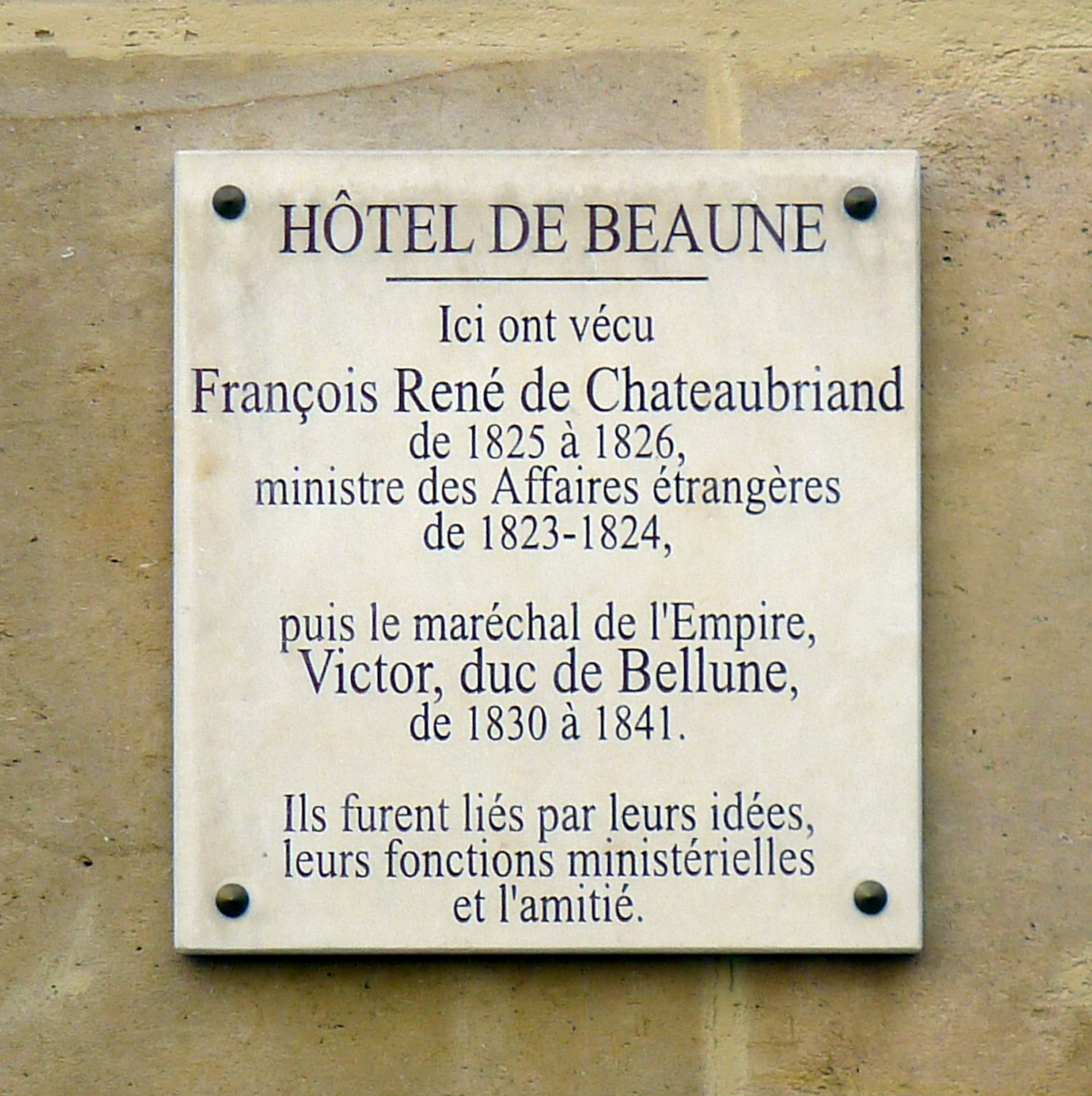
Plaque 7 rue du Regard (Paris), où il vit de 1830 à 1841.

Il épousa à Valence en 1791 Jeanne-Joséphine Muguet, avec laquelle il eut :
- Victorine Perrin de Bellune (née en 1792), qui épousa Louis Huguet-Chataux
- Charles Perrin de Bellune (1795-1827)
- Napoléon-Victor-François Perrin de Bellune, duc de Bellune (1796-1853), qui épousa Maria da Penha da Silveira Willoughby de Lemos Pereira de Lacerda
- Napoléon-Victor-Eugène Perrin de Bellune (1799-1852)

Il se remaria en 1803 avec Julie Vosch van Avesaet, de qui il eut :
- Stéphanie-Joséphine-Louise Perrin de Bellune (1805-1832).

## Hommages
Une rue d’Épinal porte son nom.
Egalement une rue de Nancy porte son nom : rue du Maréchal Victor duc de Bellune.
Un boulevard de Paris 15e arrondissement également, le boulevard Victor.